# Narayanavanam
Narayanavanam é uma vila no distrito de Chittoor, no estado indiano de Andhra Pradesh.

## Geografia
Narayanavanam está localizada a 13° 25′ N, 79° 35′ L. Tem uma altitude média de 122 metros (400 pés).

## Demografia
Segundo o censo de 2001, Narayanavanam tinha uma população de 10 965 habitantes. Os indivíduos do sexo masculino constituem 50% da população e os do sexo feminino 50%. Narayanavanam tem uma taxa de literacia de 72%, superior à média nacional de 59,5%: a literacia no sexo masculino é de 80% e no sexo feminino é de 63%. Em Narayanavanam, 13% da população está abaixo dos 6 anos de idade.